# ستار فوكس 64 3دي
ستار فوكس 64 ثري دي (بالإنجليزية: Star Fox 64 3D)‏ (باليابانية: スターフォックス64 3D) هي لعبة فيديو تم إنتاجها في سنة 2011، وهذه اللعبة هي إعادة إنتاج للعبة ستار فوكس 64 وتم إنتاج اللعبة لأجهزة نينتندو 3دي إس، تم تطوير اللعبة من قبل شركتي نينتندو إنترتينمنت أنالسيس أند دفيلوبمنت وكيو غيمس.

## روابط خارجية
- ستار فوكس 64 3دي على موقع IMDb (الإنجليزية)